# Pan y Guindas
Pan y Guindas es un barrio de la ciudad de Palencia, España.

## Características
Está ubicado entre las avenidas de Cuba, Brasilia, Cataluña y la Avenida de los Vacceos donde limita con las trama ferroviaria en la ciudad. Consiste en un polígono residencial. Cuenta con un centro social, servicios educativos, como la Universidad Popular de Palencia, también cuenta con el Frontón municipal La Ensenada. Tiene diversas zonas verdes y parques infantiles. Los polígonos industriales de la ciudad también forman parte de este barrio.

## Catástrofes naturales
El 16 de julio de 1997 sobre las ocho de la tarde, una fuerte tormenta con la ayuda del arroyo de Villalobón desbordado (actualmente canalizado, tras la construcción en el Sector-8 de Palencia) causó una inundación por las inmediaciones de todo el barrio que causó numerosos destrozos materiales, estas fuertes lluvias provocaron también inundaciones en la Calle Mayor de Palencia, lo que hizo que los bomberos llegaran a este barrio cuando ya todo estaba inundado.
- Datos: Q6059395